# Halîțînove, Jovtnevîi
Halîțînove (în ucraineană Галицинове) este o comună în raionul Jovtnevîi, regiunea Mîkolaiiv, Ucraina, formată numai din satul de reședință.

## Demografie
Componența lingvistică a comunei Halîțînove
     Ucraineană (85,66%)
     Rusă (13,11%)
     Alte limbi (0,83%)
Conform recensământului din 2001, majoritatea populației comunei Halîțînove era vorbitoare de ucraineană (85,66%), existând în minoritate și vorbitori de rusă (13,11%).